# Год лошади (фильм)
«Год лошади» (англ. Year of the Horse: Neil Young and Crazy Horse Live; 1997) — фильм Джима Джармуша.

## Сюжет
Документальный фильм о композиторе и музыканте Ниле Янге (авторе саундтрека к фильму «Мертвец») и его рок-группе «Crazy Horse».

## О фильме
Фильм снят на стыке жанров — документального и музыкального кино. Относительно современные съёмки чередуются с кадрами тридцатилетней давности; концертные записи звучат на фоне отвлечённо-абстрактных видеорядов и даже мультипликационных фрагментов.

## В ролях
- Нил Янг
- Фрэнк Сампедро
- Билли Тэлбот
- Ральф Молина
- Джим Джармуш
- Ларри Крегг
- Эллиот Робертс
- Скотт Янг